# Torre del Reloj (Jaffa)

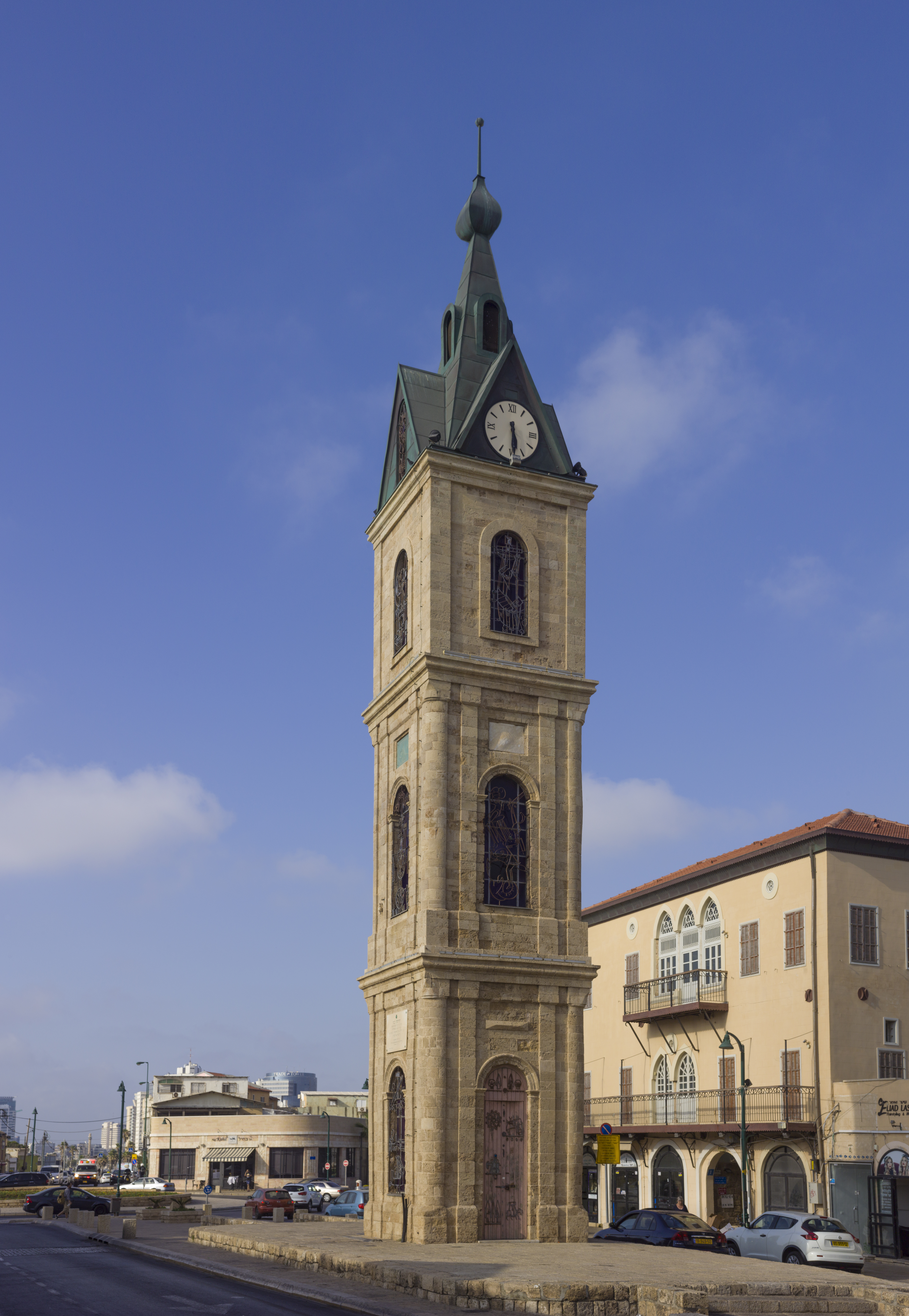
La Torre del Reloj de Jaffa.

La Torre del Reloj de Jaffa (en hebreo, מגדל השעון יפו, en árabe, يافا برج الساعة), en la ciudad de Tel Aviv, Israel, fue levantada entre 1900 y 1903, para conmemorar el jubileo de plata del sultán Abdul Hamid II, con contribuciones de residentes de la ciudad a iniciativa de Joseph Bey Moyal. Más de un centenar de torres similares fueron levantadas con este motivo a lo largo de todo el Imperio Otomano.  Situada en el extremo norte de la calle Yefet, tiene dos pisos y dos relojes. Con posterioridad se le añadió una placa que conmemora a los caídos israelíes durante la guerra árabe-israelí de 1948. Recientemente se ha restaurado el sello del sultán otomano.